# Římskokatolická farnost Neratov
Římskokatolická farnost Neratov je územním společenstvím římských katolíků v rychnovském vikariátu královéhradecké diecéze.

## O farnosti

### Historie
V 16. století se na území Neratova usadili skláři, pozvaní z německých krajin. Ti zde založili osadu, jejíž součástí byl i dřevěný kostel. Ten byl počátkem 17. století změněn na protestantskou modlitebnu, zanedlouho poté se v rámci rekatolizace vrátil pod katolickou duchovní správu. V letech 1667–1668 byl kostel přestavěn na kamenný. Kolem kostela se rozvinula poutní tradice a proto byl zbořen jako již nevyhovující. Zůstal pouze presbytář, který byl využit jako hřbitovní kaple. Následně v letech 1723–1733 byl postaven monumentální barokní poutní kostel, na který byl z původního kostela také přenesen farní status.
Na konci druhé světové války byl Neratov vysídlen a kostel sovětská armáda zapálila. Snahy o opravu zmařily politické změny v roce 1948 a z kostela nakonec zůstaly stát jen obvodové zdi. Ve vybydlené vesnici žilo jen několik lidí. Farnost byla spravována ex currendo z Rokytnice v Orlických horách a bohoslužby byly pouze nepravidelně, podle ohlášení, ve hřbitovní kapli. V roce 1990 začal neratovskou farnost spravovat z Kunvaldu kněz Josef Suchár. Ten postupně inicioval obnovu nejen kostela, ale celé vesnice, ve které vzniklo chráněné bydlení pro lidi s lehkým mentálním postižením. Během oživení vesnice pak došlo i k obnově duchovního života v místě. Josef Suchár byl v návaznosti na tyto změny ustanoven v obnoveném Neratově farářem.

#### Přehled duchovních správců
- 1988–1990 R.D. Mgr. Pavel Rousek (ex currendo z Rokytnice v Orlických horách)

### Současnost
Farnost má sídelního duchovního správce, který spravuje pouze tuto jedinou farnost. Ve farnosti zároveň působí Sdružení Neratov, zastřešující sociální práci v místě konanou. V rámci procesu slučování farností byly neratovskou farností afilovány původně samostatné farnosti Bartošovice v Orlických horách a Orlické Záhoří (Kunštát).
| Fotografie | Kostel                          | Místo                          | Bohoslužba                                       | Bohoslužba             | Poznámka        |
| ---------- | ------------------------------- | ------------------------------ | ------------------------------------------------ | ---------------------- | --------------- |
|            | Kostel sv. Máří Magdaleny       | Bartošovice v Orlických horách | neděle                                           | 11.30                  | filiální kostel |
|            | Kostel sv. Jana Křtitele        | Kunštát                        | 1. neděle v měsíci                               | 8.00                   | filiální kostel |
|            | Kostel Nanebevzetí Panny Marie  | Neratov                        | neděle pondělí úterý středa čtvrtek pátek sobota | 10.00 17.30            | farní kostel    |
|            | Kaple Panny Marie               | Neratov                        | neslouží se pravidelně                           | neslouží se pravidelně | hřbitovní kaple |
|            | Kaple sv. Anny                  | Nová Ves                       | neslouží se pravidelně                           | neslouží se pravidelně | obecní kaple    |
|            | Kostel svatého Jana Nepomuckého | Vrchní Orlice                  | neslouží se pravidelně                           | neslouží se pravidelně | filiální kostel |